# Lhotka (ort i Tjeckien, Mellersta Böhmen, lat 50,37, long 14,55)
Lhotka är en ort i Tjeckien.   Den ligger i regionen Mellersta Böhmen, i den centrala delen av landet, 30 km norr om huvudstaden Prag. Lhotka ligger 206 meter över havet och antalet invånare är 230.
Terrängen runt Lhotka är lite kuperad. Runt Lhotka är det ganska tätbefolkat, med 54 invånare per kvadratkilometer. Närmaste större samhälle är Mělník, 5,8 km väster om Lhotka. Trakten runt Lhotka består till största delen av jordbruksmark.